# Lee Sang-hun
Lee Sang-Hun (Incheon, 11 de outubro de 1975) é um ex-futebolista profissional sul-coreano, defensor e atualmente treinador.

## Carreira
Lee Sang-Hun representou a Seleção Sul-Coreana de Futebol nas Olimpíadas de 1996 e na Copa do Mundo de 1998.